# Gerda Margaretha Jenssen
Gerda Margaretha Jenssen (* 24. März 1904 in Moskau; †  nach 1952 in Hechendorf am Pilsensee, Oberbayern, auch Tulja Jenssen bzw. Tulja Kaiser) war ein deutsches Fotomodell und Malerin.

## Leben
Die wohlhabenden Eltern flohen vor der Russischen Revolution. Über die Schweiz, Holland, Schweden und Frankreich kam die Tochter mit 17 Jahren nach Berlin, wo sie u. a. Florence Henri aus New York,  Maria Magdalena Christiansen, genannt Magdila aus Flensburg und Margarete Schall aus Gelsenkirchen kennenlernte, die die private Malschule von Johann Walter-Kurau besuchten. Sie selbst besuchte den Unterricht von Emil Rudolf Weiß an der Kunstgewerbeschule in Berlin. Seit dieser Zeit nannte sie sich Tulja oder auch Thuly.
Am 28. Mai 1924 heiratete sie in Potsdam den Architekten Heinrich Alfred Kaiser und wohnte in der von ihm gebauten, heute unter Denkmalschutz stehenden Siedlung Stadtheide in der Zeppelinstrasse. In den „goldenen 20er Jahren“, in denen Berlin in Kunst, Kultur und Unterhaltung eine neue Blüte erlebte, war Kaiser ein bekannter Tänzer und Lehrer des Argentinischen Tango, 1926 tanzte er in Berlin mit Josephine Baker. Die Ehe von Tulja und Heinrich Kaiser wurde im Januar 1930 geschieden, weil Kaiser laut Gerichtsurteil „Cafes, Tanzdielen und Bars“ aufsuchte und „Beziehungen zu einer anderen Dame unterhielt.“
Während sich Kaiser mit Erfolg schon länger der Malerei zugewandt hatte und als Porträtist der „High Society“ Erfolge feierte, ging Tulja nach Paris, wo sie ihre Freundschaft mit Florence Henri und Magdila Christiansen erneuerte, die mit dem jüdischen Bildhauer Joseph Hebroni liiert war. Florence Henri hatte sich nach dem Besuch des Bauhauses in Dessau in Paris mit einem Fotostudio als Künstlerin der Avantgarde etabliert. Tulja Kaiser und Margarete Schall gehörten um 1930 zu ihren beliebtesten Modellen, die Porträtfotos wurden in der Zeitschrift „Das Lichtbild 1929/1930“ und der englischen Zeitschrift „Studio“ publiziert: „Portrait Composition (Tulia Kaiser)“. In der Ausstellung in der Galerie nationale du Jeu de Paume 2015 in Paris sind mehrere Fotos von Florence Henri mit Tulja zu sehen gewesen. Eine seinerzeit bei dem bekannten Händler avantgardistischer Kunst Alfred Flechtheim vereinbarte Ausstellung wurde durch dessen Emigration 1934 nach London hinfällig.
Heinrich Kaiser schloss sich mit seinen Brüdern dem Widerstand um Carl Goerdeler und den Männern des 20. Juli 1944 an. Sein Bruder Hermann wurde in Plötzensee hingerichtet, Heinrich starb 1946 an den Folgen der Haft. Tulja, die wieder ihren Mädchennamen Jenssen angenommen hatte, ging während des Krieges und der deutschen Besetzung von Paris in Oberammergau mit Thea Frenssen, einer mehrfachen deutschen Meisterin im Eiskunstlauf, eine Lebensgemeinschaft ein. Thea Frenssen war eine Verwandte des völkischen Schriftstellers Gustav Frenssen. 1943 besuchten die beiden Freundinnen Gustav Frenssen in seinem Wohnort Barlt/Dithmarschen. Tulja Jenssen vertrat Frenssen gegenüber ihre antifaschistische Haltung, der bezeichnete sie daraufhin als Demagogin und verwies sie des Hauses, Frenssens Ehefrau Anna hielt jedoch zu beiden Frauen weiterhin Kontakt. Eine Zeitzeugin schildert Tulja Jensen als vornehm und zurückhaltend, mit einem äußert aparten und schönen Gesicht. Sie berichtet außerdem, dass im Nachbarhaus Frenssens, dem Pastorat, "Moucky" Christiansen, eine Schwester von Magdila, als Ausgebombte aus Berlin untergebracht war. Gegen Kriegsende versteckte hier Madgila Christiansen ihren jüdischen Mann, den Bildhauer Joseph Hebroni. Nach dem Krieg kehrte der gesamte Freundeskreis nach Paris zurück, Tulja Jenssen begann, wie zuvor bereits Margarete Schall, unter dem Einfluss von Raoul Dufy wieder zu malen. Seit 1952 lebte sie in Hechendorf a. Pilsensee in Oberbayern. Wann sie starb, ist nicht bekannt.

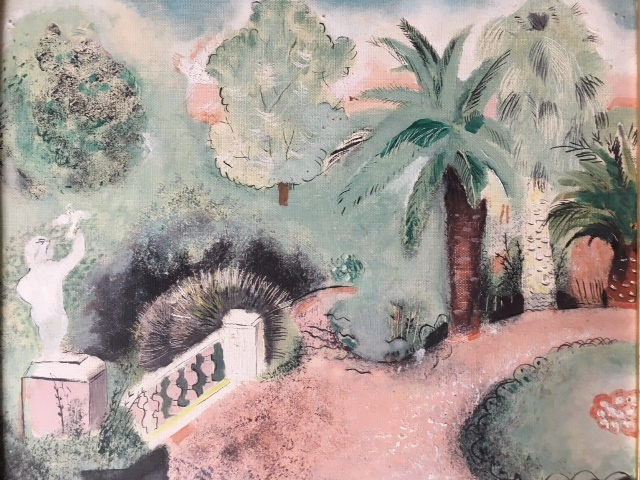
Tulja Jenssen, Jardin du Luxembourg, um 1948

## Ausstellungen
1959: Stockholm
1963: Tulja Jenssen, Ölbilder. Aquarelle, Galerie Gurlitt, Hofgartenarkaden, München